# Маня-Вас
Маня-Вас (хорв. Manja Vas) — населений пункт у Хорватії, у Загребській жупанії у складі міста Самобор.

## Населення
Населення за даними перепису 2011 року становило 80 осіб.
Динаміка чисельності населення поселення:

## Клімат
Середня річна температура становить 9,75 °C, середня максимальна – 23,34 °C, а середня мінімальна – -5,65 °C. Середня річна кількість опадів – 1085 мм.
| Клімат поселення                              | Клімат поселення | Клімат поселення | Клімат поселення | Клімат поселення | Клімат поселення | Клімат поселення | Клімат поселення | Клімат поселення | Клімат поселення | Клімат поселення | Клімат поселення | Клімат поселення | Клімат поселення |
| Показник                                      | Січ.             | Лют.             | Бер.             | Квіт.            | Трав.            | Черв.            | Лип.             | Серп.            | Вер.             | Жовт.            | Лист.            | Груд.            |                  |
| Середній максимум, °C                         | 6,13             | 7,39             | 11,23            | 15,32            | 20,08            | 23,34            | 21,92            | 21,43            | 17,70            | 12,88            | 7,52             | 3,97             |                  |
| Середня температура, °C                       | 0,24             | 1,50             | 5,33             | 9,45             | 14,18            | 17,44            | 19,13            | 18,67            | 14,94            | 10,10            | 4,74             | 1,20             |                  |
| Середній мінімум, °C                          | −5,65            | −4,39            | −0,55            | 3,54             | 8,29             | 11,56            | 16,36            | 15,90            | 12,16            | 7,34             | 1,98             | −1,57            |                  |
| Норма опадів, мм                              | 56               | 59               | 74               | 82               | 91               | 118              | 103              | 105              | 106              | 104              | 106              | 81               |                  |
| Середньомісячна швидкість вітру, м/с          | 1.71             | 1.84             | 2.22             | 2.15             | 2.02             | 1.82             | 1.75             | 1.65             | 1.61             | 1.70             | 1.80             | 1.78             |                  |
| Середньомісячна сонячна радіація, кДж/м²·день | 4203             | 6935             | 10441            | 14818            | 18840            | 20662            | 21598            | 18673            | 13848            | 8753             | 4636             | 3401             |                  |
| --------------------------------------------- | ---------------- | ---------------- | ---------------- | ---------------- | ---------------- | ---------------- | ---------------- | ---------------- | ---------------- | ---------------- | ---------------- | ---------------- | ---------------- |
| Джерело:                                      |                  |                  |                  |                  |                  |                  |                  |                  |                  |                  |                  |                  |                  |